# Sebekinae
Sebekinae is een onderfamilie van kreeftachtigen uit de klasse van de Ichthyostraca.

## Geslachten
- Agema Riley, Hill & Huchzermeyer, 1997
- Pelonia Junker & Boomker, 2002
- Sebekia Sambon, 1922